# Trentepohlia tarsalba
Trentepohlia tarsalba är en tvåvingeart som beskrevs av Alexander 1929. Trentepohlia tarsalba ingår i släktet Trentepohlia och familjen småharkrankar. Inga underarter finns listade i Catalogue of Life.